# Palais d'York
Le palais d’York, ancien hôtel Spitalieri de Cessole, est une imposante demeure de Nice datant du XVIIIe siècle. Elle a appartenu à une ancienne famille du comté de Nice. Il est situé au no 5 rue de le Préfecture, au niveau de la place du Palais. 

## Historique
Un terrain placé au nord de la place Saint-Dominique, actuelle place du Palais, faisait partie du monastère de Saint-Étienne des cisterciennes. 
La famille Spitalieri était originaire de Barcelonnette, et s'appelait alors Spitalier, et exerçait le commerce à Nice depuis le XVIe siècle. 
Jean-Joseph Spitalieri (mort en 1737) a été négociant à Nice. Il est le père d'Honoré François Spitalieri (1720, à Nice, mort à Nice le 27 mars 1792). Ayant 17 ans à la mort de son père, les affaires de la famille sont gérées par sa mère et son frère, le clerc Barthélemy. Il fait un riche mariage, en 1745, avec Marie Jéronime Goiran. Ses affaires prospèrent et il est élu 2e consul de la ville en 1755 et 1762. 
Des familles enrichies dans le commerce achetèrent des terrains autour de la place Saint-Dominique. Les Dominicains avaient fait reconstruire en 1750 la façade de l'église de leur couvent (détruit au XIXe siècle pour construire le palais de justice), situé à l'est de la place Saint-Dominique et contre le palais royal, lui donnant plus une apparence de palais piémontais que d'une façade d'église. Les commerçants enrichis placèrent une partie de leur fortune dans l'investissement immobilier dans ce quartier. Les propriétaires partageaient souvent leurs résidences avec des locataires, ne conservant pour leur usage personnel qu'un ou deux étages supérieurs. Ces opérations spéculatives ont aussi eu pour conséquence l'élévation des loyers. Le roi Charles-Emmanuel III a pris plusieurs fois des mesures pour réglementer cette spéculation. Les façades de ces immeubles sont souvent simples mais les intérieurs, vestibules et escaliers, ont une décoration monumentale.
Le 4 décembre 1762, Honoré François Spitalieri achète à la baronne de Sainte-Agnès, veuve Grimaldi, et à la marquise Claire Marie Victoire Grimaldi un terrain ceint de murs sur la place Saint-Dominique pour la somme de 9 500 livres. Il fait édifier un très bel immeuble sur ce terrain, entre 1762 et 1768. Comme tous les bourgeois enrichis, il songe à acheter un titre pour entrer dans la noblesse. Il a obtenu des lettres de noblesse par lettres patentes le 23 mai 1775. Il achète le fief de Cessole situé dans le Piémont pour 72 000 lires avec le titre de comte. Ce fief a appartenu aux Scampi, aux Valperga et aux Scaglia puis a fait retour à la couronne sarde. Celle-ci l'a mis en vente. Honoré François Spitalieri qui devient comte de Cessole. Il en prend l'investiture régulière le 26 juin 1775. 
À compter de 1770, l'hôtel Spitalieri abrite aussi le consulat de France, jusqu'à la Révolution française.
Honoré François Spitalieri de Cessole est le père du comte Jean-Joseph Spitalieri de Cessole, avocat au Sénat de Nice qui a épousé Rosalie Ripert des marquis de Monclar en 1775, et de Louise Marie Anne Spitalieri qui se marie en 1784 avec Joseph François Grégoire Félix Raynardi, devenu baron d'Empire en 1810. 
Jean-Joseph Spitalieri de Cessole a eu de son mariage trois filles, Sabine, Julie et Joséphine, le comte Josephe Anselme Hilarion (1776-1845) et le chanoine Eugène (1785-1864), dernier abbé mitré de Saint-Pons, titre restauré ad honorem), et fondateur de l'Œuvre des filles de la Providence. 
Au moment de l'entrée des troupes françaises commandées par le général d'Anselme dans le comté de Nice, en septembre 1792, la famille Spitalieri quitte Nice. 
La famille du comte Honoré François revient à Nice après la bataille de Marengo. Un arrêté du préfet des Alpes-Maritimes lève le séquestre des biens de la famille de Cessole. Hilarion Spitalieri se marie en 1804 avec Sophie Thérèse Peyre de Châteauneuf. De ce mariage sont nés Delphine (1806-1851), dame du palais de la reine de Sardaigne, Eugène, Louis Charles, Henry. Il a fait des études de droit à l'université de Sienne et violoniste amateur. Il a fondé le Cercle philharmonique de Nice. Ayant rencontré Paganini à Turin, il l'a invité à donner des concerts à Nice, en 1836. Ami de Joseph-Rosalinde Rancher, il lui avait fourni la documentation nécessaire et commandité le Guide des étrangers à Nice, publié en 1827.
Une partie de l’hôtel Spitalieri est devenu un des trois premiers hôtels de voyageurs de Nice. L’hôtel d’York, occupe la partie centrale du bâtiment construit entre 1762 et 1768, tandis que la partie est est occupée par la famille Spitalieri. 
Quand, en 1787, on compte 115 familles étrangères à Nice, il n'y a pas d'hôtels. Ces étrangers logent hors la vieille ville, à l'ouest, dans des maisons ou des villas qu'ils se sont fait construire comme la villa Furtado-Heine. En 1826, Nice compte plusieurs hôtels, l’hôtel d’York, sur la place Saint-Dominique dans le palais Spitalieri, l’hôtel des Étrangers et l’hôtel des Quatre-Nations, rue du Pont-Neuf, et la Pension Anglaise, au faubourg de la Croix-de-Marbre. 
L'hôtel d'York a accueilli les réunions électorales de 1848 et les banquets politiques en l'honneur de Giuseppe Garibaldi, à son retour d'Amérique, en juin 1848.
L'hôtel d'York reçoit le grand-duc Michel en 1837. En 1851, Alexandre Dumas loge à l'hôtel. En 1860 se sont tenus des réunions politiques et des dîners d'apparats au moment de l'annexion.
Après le retour du comté de Nice à la maison de Savoie, en 1815, le comte Hilarion Spitalieri entre au Sénat de Nice en 1815 et en devient premier président entre 1835 et 1845. Eugène Spitalieri entre au séminaire de Nice en 1808, ordonné prêtre en 1812, chanoine en 1822, abbé mitré de Saint-Pons en 1825. Suivi ensuite Henry (1810-1875) et le chevalier Victor Spitalieri (1859-1941), petit-fils d'Hilarion, président de la section locale du Club Alpin. Il a donné la bibliothèque familiale, la bibliothèque Cessole, à la bibliothèque municipale à vocation régionale de Nice, en 1937.
La famille Spitalieri était alliée à la famille de Tonduti de l'Escarène, aux Ripert de Montclar, aux Raynardi, aux Villeneuve-Vence et aux Sévigné. 
L'édifice est inscrit au titre des monuments historiques le 16 décembre 1949.

## Description
L'immeuble est aujourd'hui intéressant par sa cage d'escalier, son balcon et sa porte cochère qui est fermée par une grille. Des bandeaux horizontaux de stuc séparent les étages sur la façade, marques architecturales caractéristiques des palais niçois du XVIIIe siècle.